# Giovanni Minzoni
Giovanni Minzoni (* 29. Juni 1885 in Ravenna; † 23. August 1923 in Argenta) war ein italienischer Priester, auch als Don Minzoni bekannt. Während seiner Zeit als Kaplan erhielt er im Ersten Weltkrieg eine Silbermedaille für militärische Tapferkeit und stand den christlich-sozialen Positionen der Volkspartei nahe. Er war stets ein Gegner des Faschismus und versäumte es nicht, seine Ablehnung gegenüber dem 1922 in Italien errichteten neuen Regime zu bekunden. Im August 1923 wurde er von zwei faschistischen Trupps angegriffen und erlag wenige Stunden später seinen Verletzungen.

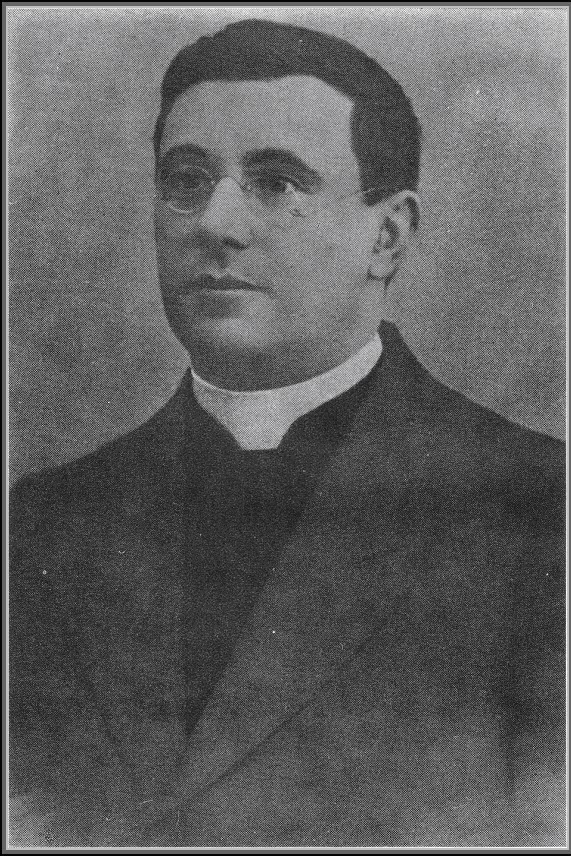
Don Giovanni Minzoni

## Leben

### Jugend und Erster Weltkrieg
Giovanni Minzoni wurde in eine kleinbürgerliche Familie hineingeboren, sein Vater war Eisenbahner und hatte ein Gasthaus übernommen. Er trat 1897 in das Priesterseminar ein und wurde 1909 zum Priester geweiht. Während seiner Jahre am Seminar kam er in Kontakt mit Romolo Murri und dem theologischen Modernismus und näherte sich so der christdemokratischen Bewegung an.
Im folgenden Jahr wurde er zum Kaplan in Argenta, einer Stadt in der italienischen Provinz Ferrara, ernannt. Er interessierte sich sofort für das politische und bürgerliche Leben der Stadt und unterstützte die Forderungen der Arbeiter, die sich in jenen Jahren in den entstehenden Arbeiterkammern zusammenschlossen. Im Jahr 1912 verließ er Argenta, um an der Sozialschule der Diözese Bergamo zu studieren, wo er 1914 seinen Abschluss machte.
Als der Pfarrer von Argenta im Januar 1916 starb, wurde er zu seinem Nachfolger ernannt, aber bereits im darauf folgenden August wurde er zum Dienst im Ersten Weltkrieg einberufen. Er arbeitete zunächst in einem Militärkrankenhaus in Ancona, bat aber später um eine Versetzung an die Front. Dort gehörte er als Leutnantkaplan dem 255. Infanterieregiment der Brigade Veneto an. Während der Zweiten Schlacht am Piave bewies er so viel Mut, dass er mit der Silbermedaille für militärische Tapferkeit ausgezeichnet wurde.

### Konfrontation mit dem faschistischen Regime
Nach dem Kriegsende kehrte er nach Argenta zurück und wurde Pfarrer von San Nicolò. Hier begann er die Ideen des sozialen Katholizismus umzusetzen, sowohl im Hinblick auf die Kinder als auch zugunsten der Arbeiterschaft. Unter den Arbeitern und Angestellten in der Strickerei förderte er die Gründung von katholischen Genossenschaften. Im Bildungsbereich förderte er auch den Hort, das Gemeindetheater, die Gemeindebücherei und die Männer- und Frauenclubs. Nach einem Treffen mit Don Emilio Faggioli, der bereits im April 1917 die Pfadfindergruppe „Bologna I“ gegründet hatte und später regionaler kirchlicher Assistent der ASCI wurde, war Don Minzoni von der Sinnhaftigkeit der Pfadfinderei überzeugt und beschloss in seiner eigenen Gemeinde eine Pfadfindergruppe zu gründen.
In jenen Jahren herrschte in Ferrara ein bürgerkriegsähnliches Klima. Am 20. Dezember 1920 wurden bei einem Massaker im Castello Estense sechs Menschen getötet. Am 7. Mai 1921 wurde der sozialistische Gewerkschafter Natale Gaiba, Stadtrat in Argenta und Freund von Don Minzoni, Opfer der faschistischen Squadren. Diese und viele andere Episoden überzeugten den Priester, sich noch vor dem Marsch auf Rom ausdrücklich gegen den Faschismus auszusprechen und sich mit den Opfern des Squadrismus zu solidarisieren, auch mit den Sozialisten.
Die Erziehung junger Menschen stand im Mittelpunkt seiner pastoralen Bemühungen. Sein Aktivismus und unbestrittenes Organisationstalent fand bei vielen jungen Menschen anklang und machte die Gründung der Opera Nazionale Balilla in Argenta sehr schwierig. Er wandte sich auch gegen die Gründung der Avanguardia giovanile fascista. Hin- und hergerissen zwischen dem Bestreben, den Konflikt in einem bereits tief gespaltenen Umfeld nicht zu verschärfen, und dem Wunsch, seine demokratischen und religiösen Überzeugungen zu bezeugen, wartete Don Minzoni bis zum April 1923 um seinen Beitritt zur Italienischen Volkspartei zu erklären und wurde so zum Ansprechpartner für die Antifaschisten von Argenta.
Am 8. Juli 1923 wurde Emilio Faggioli in das Theater der Pfarre von Argenta eingeladen, um einen Vortrag über den erzieherischen Wert der Pfadfinderei zu halten. „Durch diese Ausbildung und Disziplin des Willens und des Körpers“, so Don Faggioli, „wollen wir Männer mit Charakter formen“. Von der Tribüne aus wurde er vom Sekretär der Faschistischen Partei Argentas unterbrochen: „Es gibt schon Mussolini...!“. Monsignore Faggioli setzte seine Rede fort und erklärte den Zuhörern, dass die Pfadfinderei jenseits von politischen Fraktionen agiere. „Ihr werdet von heute an auf euren Straßen die jungen Forscher mit dem breiten Hut und der Lilie über dem Herzen sehen. Seht euch diese Jungen an, die singend über den weiten Platz von Argenta ziehen werden.“. „Sie werden nicht auf den Platz kommen“, rief der Sekretär des Faschisten erneut aus. Don Minzoni antwortete: „Solange Don Giovanni hier ist, werden sie auch auf den Platz kommen!“. Der Beifall der jungen Leute unterbrach den Dialog. Die mehr als siebzig Mitglieder der katholischen Pfadfindergruppe von Argenta waren eine Realität und die Drohungen hatten ihren Zweck nicht erfüllt.
Es dauerte nicht lange, bis der Konsul der Schwarzhemden, der aus Argenta stammende Raul Forti, versuchte, Don Minzoni in sein Team zu holen. Unter dem Vorwand seines militärischen Hintergrunds schlug er ihm vor Militärgeistlicher der MVSN zu werden. Don Minzoni lehnte dies mit der Begründung ab, dass es in den Reihen der faschistischen Miliz viele Ex-Kommunisten gebe.

### Ermordung
Als er in Begleitung eines jungen Gemeindemitglieds Enrico Bondanelli am Abend des 23. August 1923, gegen 22.30 Uhr, zum Pfarrhaus zurückkehrte, wurde Minzoni von zwei Gangstern aus Casumaro, Giorgio Molinari und Vittore Casoni, die der Miliz des späteren Konsul Italo Balbo angehörten, überfallen. Sie schlugen ihn von hinten mit Steinen und Stöcken und zertrümmerten seinen Schädel.
Der ebenfalls verwundete Bondanelli musste jegliche Verteidigung aufgeben, während sich die Angreifer sich entfernten. Minzoni schaffte es zunächst aufzustehen und trotz der starken Schmerzen machte er ein paar Schritte, fiel aber auf die Knie. Bondanelli half ihm mühsam nach Hause, wo ihn einige Dorfbewohner zu seinem Bett trugen, da er nicht mehr gehen konnte. Er wurde von einem Arzt untersucht, aber der Zustand des Priesters war sehr ernst. Er starb gegen Mitternacht, umgeben von den Gemeindemitgliedern, die ihm zu Hilfe geeilt waren. Kurz vor seinem Tod hatte P. Minzoni, der nicht mehr sprechen konnte, geschrieben: „Mit offenem Herzen, mit dem Gebet für meine Verfolger, das auf meinen Lippen nie erlöschen wird, erwarte ich den Sturm, die Verfolgung, vielleicht sogar den Tod für den Triumph der Sache Christi.“.

## Verantwortliche für den Tod
Auf Beschluss der faschistischen Führung in Ferrara wurde die Suche nach den Verantwortlichen für den Mord im November 1923 eingestellt. Im Zuge des politischen Skandals, der durch den Mord an Matteotti ausgelöst wurde, griffen die Zeitungen Il Popolo und La Voce Repubblicana im folgenden Jahr die Ereignisse wieder auf und prangerten Italo Balbo als mutmaßlichen Anstifter an. Insbesondere die letztgenannte Zeitung veröffentlichte einige Dokumente über die von ihm angeordneten Prügelattacken auf Antifaschisten und seinen Einfluss auf die Justiz. 1924 musste Balbo, der inzwischen Konsul der Milizia Volontaria per la Sicurezza Nazionale (MVSN) geworden war, aufgrund dieser Enthüllungen von seinem Amt zurücktreten. Er verlor den Verleumdungsprozess, den er gegen die Zeitung angestrengt hatte, und wurde zur Zahlung der Gerichtskosten verurteilt.
Im Dezember 1924 wurden die Ermittlungen zu diesem Verbrechen wieder aufgenommen. Am 14. Juli 1925 wurde vor dem Gericht von Ferrara ein neuer Prozess eröffnet, der zwei Wochen später, am 1. August 1925, mit offensichtlichen Einschüchterungen von Journalisten und Zeugen endete. Im Laufe dieses Prozesses wurde vor Gericht festgestellt, dass der tödliche Schlag mit einem gewöhnlichen Spazierstock ausgeführt worden war. Trotz der drei von der Staatsanwaltschaft geforderten Verurteilungen wurden alle Angeklagten von den zwölf Geschworenen einstimmig freigesprochen.

## Gedenken und Anerkennung
Zum 50. Jahrestag seines Todes wurde am 13. Oktober 1973 vor der Kathedrale von San Nicolò in Argenta ein Bronzedenkmal von Angelo Biancini aufgestellt, das vom Präsidenten der Republik eingeweiht wurde.

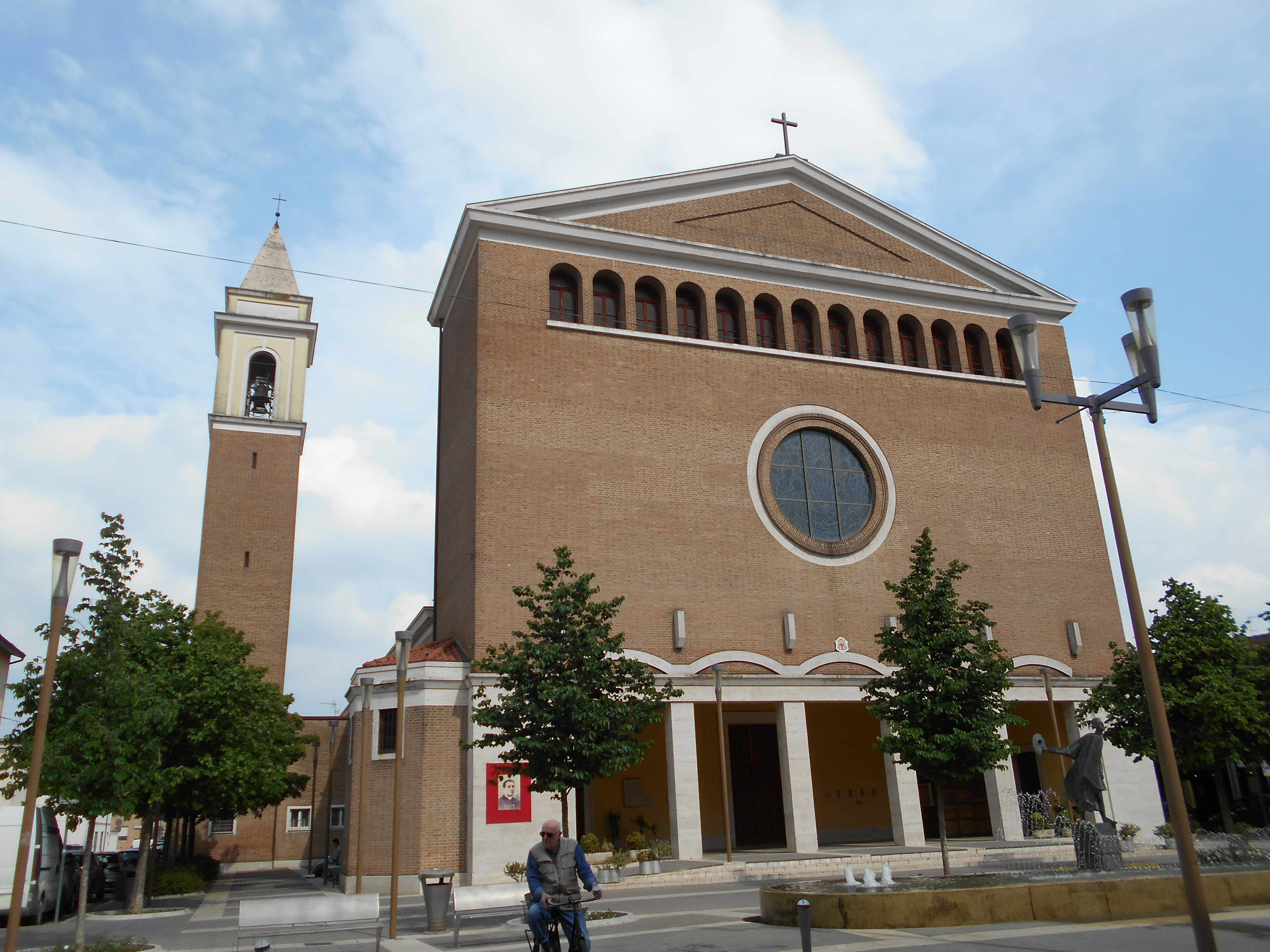
Dom von Argenta mit den sterblichen Überresten von Don Giovanni Minzoni, Argenta

Sechzig Jahre nach seinem Tod wurden die sterblichen Überreste von Don Minzoni 1983 vom Cimitero Monumentale in Ravenna in die Kirche San Nicolò in Argenta überführt, wo sie unter anderem in Anwesenheit des Senatspräsidenten Francesco Cossiga beigesetzt wurden.  Aus diesem Anlass schrieb Johannes Paul II.:
„Don Minzoni starb als „auserwähltes Opfer“ blinder und brutaler Gewalt, aber die radikale Bedeutung seiner Opferung geht weit über den bloßen Willen, sich einem unterdrückerischen Regime zu widersetzen, hinaus und wird auf die Ebene des christlichen Glaubens gestellt. Es war seine geistliche Anziehungskraft auf die Bevölkerung, die Arbeiterschaft und vor allem auf die Jugendlichen, die die Aggression auslöste, und es war seine Bildungsarbeit, die darauf abzielte junge Menschen auszubilden und sie auf ein solides christliches Leben und einen konsequenten Einsatz bei der Umgestaltung der Gesellschaft vorzubereiten, die zerschlagen werden sollte. Dafür sind ihm die Katholischen Forscher zu Dank verpflichtet.“
(Papst Johannes Paul II., Brief an den Erzbischof von Ravenna anlässlich des 60. Todestages von Don Minzoni)

## Auszeichnungen

Tapferkeitsmedaille „Unermüdlich in seiner barmherzigen Mission, die Verwundeten zu trösten und den Sterbenden während des Kampfes zu helfen, nahm er sein Gewehr und führte eine Patrouille von Soldaten an, griff einen feindlichen Stützpunkt an, machte viele Gefangene und befreite zwei unserer Soldaten eines anderen Korps, die zuvor gefangen genommen worden waren“ – Piave Juni 1918
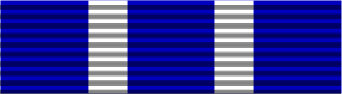
Kriegsverdienstkreuz
Interalliierte Siegesmedaille
Erinnerungsmedaille an den italienisch-österreichischen Krieg
Gedenkmedaille zur Einheit Italiens
Orden der Krone von Italien

## Filmografie
- Delitto di regime – Il caso Don Minzoni, Regie: Leandro Castellani (1973 – TV-Drama)
- Oltre la bufera, Regie: Marco Cassini (2019)